# Mansivangi, Jevargi
Mansivangi là một làng thuộc tehsil Jevargi, huyện Gulbarga, bang Karnataka, Ấn Độ.